# Epsilon Tauri b
Epsilon Tauri b (Amateru) ist ein Exoplanet, der den Roten Riesen Epsilon Tauri mit einer Umlaufperiode von 594,9 Tagen umrundet. Der Planet wurde im Jahr 2007 von Sato et al. mittels der Radialgeschwindigkeitsmethode entdeckt. Seine Mindestmasse beträgt mehr als 7 MJ, womit er zu den sogenannten Super-Jupitern gerechnet werden kann.
Zusätzlich zu seiner systematischen Bezeichnung Epsilon Tauri b, erhielt das Objekt nach einem öffentlich ausgeschriebenen Wettbewerb der IAU am 15. Dezember 2015 den Eigennamen Amaterasu nach der gleichnamigen japanischen Sonnengottheit. Der Name wurde gekürzt, um Verwechslungen mit dem Hauptgürtel-Asteroiden (10385) Amaterasu zu vermeiden.